# رومی پاکو
رومی پاکو (ژاپنی: 朴 璐美 هپبورن: Paku Romi) (زادهٔ ۲۲ ژانویه ۱۹۷۲) یک صداپیشه و خواننده کره‌ای ژاپنی که در ادوگاوا، ژاپن متولد شده‌است. اگرچه او در ژاپن به دنیا آمده و بزرگ شده‌است، اما در اصل او ملیتی کره‌ای دارد و علاوه بر صحبت به زبان ژاپنی، می‌تواند زبان کره‌ای را روان صحبت کند. نقش‌های شناخته شده او معمولاً صداپیشگی شخصیت‌های سرسخت، آرام یا اغلب پسرهای نوجوان که دارای استعداد شگفت‌انگیزی هستند را بر عهده دارد به‌طور مثال تائو رن، توشیرو هیتسوگایا، ادوارد الریک و ناتسومه هیوگا. نقش‌های مؤنث او نیز در برگیرنده نمونه‌ای از خانم‌های خشن/پانک است، مانند تماری از مجموعه ناروتو، نانا اوساکی در نانا، و ترسا از مجموعه کلیمور.

## فیلم‌شناسی

### مجموعه‌های انیمه
- آماتسوکی - کوچیا
- آه خدای من - سنتارو کاوانیشی
- بلیچ - توشیرو هیتسوگایا
- بلزباب - فاباس
- پوکمون - فارست
- تاتاکااو شیشو - هامیتس مستا
- بلاد+ - کورارا
- ددمن واندرلند - گانتا ایگاراشی
- حمله به تایتان - هانجی زوئه
- کارآگاه کونان - چیناتسو میازاکی
- کلیمور - ترسا
- کوروشیتسوجی - مادام رد
- کیل لا کیل - راگیو کیریون
- کیمیاگر تمام‌فلزی - ادوارد الریک
- کیمیاگر تمام‌فلزی: برادری - ادوارد الریک
- سامورایی ۷ - اوکاموتو کاتسوشیرو
- سکیری - کاراسوبا
- دویل می کرای - النا
- ناروتو - تماری
- ناروتو: شیپودن - تماری
- نانا - نانا اوساکی
- وان پیس - مادام شارلی
- هانتر × هانتر - پاکونودا
- هلسینگ - والتر سی. دورنز[۴]
- بی‌بلید برست - لوئی شیراساگیجو
- بوروتو: ناروتو نسل‌های بعدی - تماری
- پلاتین اند - اوگارو
- شیکیموری فقط یک زیبا نیست - مادر شیکیموری
- بلیچ: جنگ خونین هزار ساله - توشیرو هیتسوگایا
- مدرسه قهرمانانه من - استار و استریپ
- پلوتو - هلنا